# Ecnomus mammus
Ecnomus mammus är en nattsländeart som beskrevs av Malicky och Chantaramongkol 1993. Ecnomus mammus ingår i släktet Ecnomus och familjen trattnattsländor. Inga underarter finns listade i Catalogue of Life.